# 低二氧化碳血症
低二氧化碳血症（英語：Hypocapnia）也稱做低二氧碳血症，是指人體處於血中二氧化碳濃度偏低的情況。低二氧化碳血症通常是由於過度換氣症候群而發生，也就是由於過快或過深的呼吸導致身體排出過多的二氧化碳，造成血中二氧化碳濃度偏低。與低二氧化碳血症相反的是高二氧化碳血症（hypercapnia）。

## 影響
即使是嚴重的低二氧化碳血症，一般而言都是可以容忍的。然而低二氧化碳血症會導致大腦血管收縮，引發腦缺氧，因此可能產生頭暈、視覺障礙和焦慮；同時因為腦幹藉由監測血中二氧化碳濃度來控制呼吸頻率，低二氧化碳血症將導致腦幹抑制呼吸，甚至是完全停止。
血液中的低二氧化碳分壓也會導致呼吸性鹼中毒，由於二氧化碳在溶液中呈酸性，因此會降低血中的鈣離子濃度進而抑制神經和肌肉的功能。這也解釋了在過度換氣症候群中常見的症狀—四肢感覺異常和抽筋，這些症狀尤其好發於手和腳。

## 原因
低二氧化碳血症有時是由某些急重症引發的，例如顱內高壓和高血鉀症。而有致命危險的校園昏厥遊戲（fainting game）也是利用過度換氣引發低二氧化碳血症。許多自由潛水者誤以為藉由過度換氣可以延長潛水的時間，卻陷入淺水意識喪失（shallow water blackout）的危險中，常常導致自由潛水者溺水。